# Draga Matkovic
Draga Matkovic (født 4. november 1907 - 29. juli 2013) var en moderne tysk klassisk pianist af kroatisk oprindelse.
Matkovic blev født i Zagreb. Hun fik sin første klaverundervisning i en alder af tre fra hendes strenge adoptivmor, Sidonie Linke (også en pianist) i Aussig (Bøhmen), og gav sin første offentlige koncert i Terezín Derefter Theresienstadt. Med særlig tilladelse fra regeringen, blev hun optaget i alderen 15 til den tyske Musikkonservatorium Prag og kvalificeret i alderen 19 med titlen "professor i klaver". Hun tog også violin og sangundervisning.